# Batalla de Ourique
La batalla de Ourique se desarrolló muy probablemente en los campos de Ourique, en el actual Bajo Alentejo (sur de Portugal) en el año 1139, de acuerdo con la tradición, el día 25 de julio,  Día de Santiago, que la leyenda popular había hecho patrono de la lucha contra los moros; uno de los nombres populares del santo, era precisamente Matamoros. En ella las tropas cristianas comandadas por el infante Alfonso Henríquez vencieron a un ejército musulmán que les salió al encuentro muy superior en número. La batalla se convirtió en un mito fundacional de la historia de Portugal y de su independencia. De hecho el escudo de Portugal lleva cinco pequeños escudos en forma de cruz que representan a los cinco reyes moros vencidos en Ourique. También se ha propuesto como fecha de la batalla el 25 de junio.

## Los hechos
La batalla tuvo lugar en una de las frecuentes incursiones (fossados) que los cristianos hacían en tierra de moros para incautar ganado, esclavos y otros despojos. Inesperadamente, un ejército musulmán les salió al encuentro y, a pesar de la inferioridad numérica, los cristianos vencieron.
El poderoso ejército musulmán se había formado para impedir que el rey Alfonso VII de León conquistara Aurelia, una ciudad estratégica situada sobre el río Tajo, cercana a Toledo, pero inexplicablemente en lugar de dirigirse a Aurelia marchó a donde se encontraban las huestes de Alfonso Henríquez. En cuanto al número de combatientes musulmanes las fuentes lo sitúan entre diez mil y cuarenta mil, aunque las crónicas portuguesas posteriores ampliaron su número hasta llegar a los cuatrocientos mil.
La victoria cristiana fue tan grande que Alfonso Enríquez se proclamó rey de Portugal (o fue aclamado por sus tropas aún en el campo de batalla) y comenzó a usar la intitulación Rex Portugallensis (rey de los Portucalenses o rey de los Portugueses) a partir de 1140. Al parecer, el reconocimiento por parte del rey de León llegó en 1143 por el Tratado de Zamora.

## El mito
La idea de que un milagro es lo que explicaría la victoria cristiana no se sabe cuándo apareció pero tal vez surgió el mismo día de la batalla, pues en esa fecha se celebraba el Día de Santiago. «En su primera fase, el milagro de Ourique debe haber sido tan sólo uno de los muchos milagros del ciclo de Santiago», afirma José Hermano Saraiva. Pero este historiador advierte de que cuando el apóstol Santiago fue adoptado como patrón por el reino de Castilla y León, el gran enemigo del reino de Portugal, Santiago desapareció de la leyenda y fue sustituido por una intervención directa de Jesucristo. Y así aparece en el primer relato completo del milagro: la crónica de los siete primeros reyes portugueses, escrita en 1419, y que lo había tomado de la Vida de San Teutónio.
En el siglo XVII el mito de Ourique es de nuevo utilizado como argumento para defender la independencia de Portugal de la Monarquía Hispánica. «La intervención personal de Dios era prueba de que la existencia de un Portugal independiente formaba parte del orden divino, y por tanto eterno, del mundo. Durante todo el reinado de Felipe II (Felipe I para la historia portuguesa) la leyenda cobró raíces populares y sirvió de credo a la resistencia».
La leyenda narra que aquel día, consagrado a Santiago, el soberano portugués tuvo una visión de Jesucristo y de los ángeles, garantizándole la victoria en combate. Pero ese pormenor fue interpuesto más tarde, siendo prácticamente calcado de la narrativa de la batalla del Puente Milvio, oponiéndose en el 312 en el campo Majencio a Constantino el Grande, según la cual Dios habría aparecido a este último diciendo IN HOC SIGNO VINCES (en latín, «Con esta señal vencerás!»).
Este evento histórico marcó de tal forma el imaginario portugués, que se encuentra retratado en el escudo de Portugal: cinco escudetes (cada cual con cinco bezantes), representando los cinco reyes moros vencidos en la batalla.

## La desmitificación
En el siglo XVIII comenzó a ser negada la realidad histórica de la batalla. Lo hizo, por ejemplo, Luis Antonio Verney en su Verdadeiro Método de Estudar, publicado en 1746, sin que se produjeran grandes reacciones. Pero cien años después estalló el escándalo cuando Alejandro Herculano publicó el primer volumen de su Historia de Portugal en el que calificó de fábula a la leyenda de la batalla de Ourique. La reacción fue muy violenta y Herculano fue acusado de enemigo de la fe y de la verdad, de detractor de las glorias nacionales. Herculano replicó con la publicación de varios opúsculos —Yo y el Clero, Solemnia Verba—. La polémica se prolongaría durante bastante tiempo y «se hizo casi tan célebre como la batalla».
El historiador medievalista José Mattoso, en su libro D.Afonso Henriques (Temas e Debates -  2007 Bertrand Editora, Lda- pag.159 a 166) afirma que esta batalla fue un acontecimiento mítico y extraordinário y para ello hace referencia a los datos inegables extraídos de los Annales D.Afonsi Portugallensium regis (Anales de D.Alfonso, rey de los portugueses). Fue escrito en 1185 por Tello de Coimbra, canónigo regular de Santa Cruz-Coimbra con manuscritos encontrados en esta iglesia y también de la Catedral de Lamego. Mattoso en la página 161 hace referencia a la historiadora negacionista Mónica Blocker-Walter que publicó en 1966 un estudio muy crítico de los anales, dijo que en ellos se podía ver "la exagerada intención  de destacar la figura del primer rey de Portugal y sobretodo de su papel como gran héroe y gran derigente de guerras contra los infieles". Mattoso explica el tono apológico de estos manuscritos, la falta de datos de un hecho histórico que con el pasar del tiempo fue visto como algo muy importante. Pero dice también que fue sin duda un "hecho histórico", Mattoso transcribe textos de los anales  "... en MCLXXVII, en el més de julio, dia de Santiago, en un lugar llamado Ourique, hubo una gran batalla entre cristianos y moros, al comando el rey Alfonso de Portugal y, de la otra parte los paganos, del rey Esmar, el cual vencido, se puso a la fuga."   "...  un pequeño ejército de portugueses había conseguido vencer una imensa multitud de enemigos (infieles)". En el mismos textos referente al ejército portugués, "...que era abundante, que incluía mujeres de rito amazónico, tal como se provó, al final, de sus cuerpos encontrados muertos. A pesar del rei Alfonso tener pocos de su lado (combatientes), y de estar acampado cerca y por todos lados, sus caballeros fueron trás ellos, les expulsaron, les mataron y les dispersaron. Al ver la fuerza de los cristianos, preparados para vencer o murir, huyeron, el rey Esmar (no se sabe al cierto si es Ali Yusuf o Abu Muhammad, gobernador de Granada y Córdoba??) y todos los que venían con ellos." "... Y su rey, Esmar escapó huyendo, su sobrino aprisionado, Homar Atagor, y muerto muchos hombres". En los anales se lee también "... Alfonso, protegido por la gracia de Diós, consiguió un gran triunfo sobre el enemigo. Desde ese momento la forza y la audacia de los sarracenos quedó mermada". Mattoso contó también con un documemto fundamental, el Vita Theotonii (1162-Vida del beatificado Tello de Coimbra) que dice "... no hay duda que Teotónio lo hizo (rezar por la victória del rey) cuando en Ourique, derrotó cinco reyes infieles con incontable y barbara multitud de gente suya, venida de aqui y más allá del mar (norte de África) para que entre todos lo destruyesen y que eso se debe al auxilio divino prestado por Santiago cuya fiesta sucedia ese dia".